# Bockiella minima
Bockiella minima är en mossdjursart som beskrevs av Cook 1964. Bockiella minima ingår i släktet Bockiella och familjen Flustrellidridae. Inga underarter finns listade i Catalogue of Life.